# 松林店站
松林店站是一个京广线上的铁路车站，位于河北省涿州市松林店镇，建于1912年，目前为四等站，邮政编码为072761。目前客运：办理旅客乘降；不办理行李、包裹托运；货运：办理整车、零担货物发到。